# Diego Barreto
Diego Daniel Barreto Cácere (Lambaré, 1981. július 16. –) paraguayi válogatott labdarúgó, aki jelenleg az Olimpia Asunción játékosa. Testvére, Edgar Barreto szintén labdarúgó.
A válogatott tagjaként részt vett a 2004-es, 2011-es és a 2016-os Copa Américán, illetve a 2010-es labdarúgó-világbajnokságon. Az U23-as válogatottal a 2004-es olimpián harmadik helyen végzett és az U20-as válogatottal részt vett a 2001-es ifjúsági labdarúgó-világbajnokságon.

## Statisztika
| Paraguay | Paraguay | Paraguay |
| Év       | Mérk.    | Gólok    |
| -------- | -------- | -------- |
| 2004     | 2        | 0        |
| 2005     | 0        | 0        |
| 2006     | 0        | 0        |
| 2007     | 0        | 0        |
| 2008     | 0        | 0        |
| 2009     | 0        | 0        |
| 2010     | 1        | 0        |
| 2011     | 5        | 0        |
| 2012     | 5        | 0        |
| 2013     | 3        | 0        |
| 2014     | 0        | 0        |
| 2015     | 0        | 0        |
| 2016     | 4        | 0        |
| Összesen | 20       | 0        |

## Sikerei, díjai
- Cerro Porteño
  - Paraguayi bajnok: 2004, 2005, 2012 Apertura